# Фантастік Юніверс
Фантастік Юніверс (англ. Fantastic Universe) — американський журнал наукової фантастики, який почав виходити в 1950-х роках. З червня 1953 року по березень 1960 року вийшло 69 номерів у двох різних видавництвах. Журнал був частиною вибуху популярності та видання науково-фантастичних журналів у 1950-х роках у Сполучених Штатах і мав помірний успіх, перевершивши майже всіх своїх конкурентів. Головними редакторами були Лео Марґуліс (1954—1956) і Ганс Стефан Сантессон (1956—1960); під час урядування Сантессона якість дещо впала, і журнал став відомий тим, що друкує багато матеріалів, пов'язаних з НЛО. Збірка оповідань із журналу під редакцією Сантессона з'явилася в 1960 році в Prentice-Hall під назвою «Омнібус фантастичного всесвіту».

## Історія видання
На початку 1950-х відбулися кардинальні зміни у світі науково-фантастичного видання США. На початку 1949 року всі головні журнали в цій галузі, крім одного, були у форматі пульпи; до кінця 1955 року всі або припинили публікацію, або перейшли на формат дайджесту. Ця зміна була здебільшого заслугою розповсюджувачів, таких як American News Company, які відмовилися продавати пульпові журнали, оскільки вони більше не були прибутковими; втрата рентабельності, у свою чергу, була пов'язана зі зростанням масового видання наукової фантастики, з появою таких видавців у м'якій обкладинці, як Ace Books і Ballantine Books. Разом зі збільшенням наукової фантастики в книжковій формі прийшов потік нових журналів у США: з восьми активних журналів у 1946 році галузь розширилася до двадцяти у 1950 році, а ще двадцять два почали виходити до 1954 році.
Фантастік Юніверсе опублікував свій перший номер у розпал цього видавничого буму. Випуск, опублікований у форматі дайджесту, був датований червнем — липнем 1953 року за ціною 50 центів. Це було більше, ніж у інших конкурентів, але він також мав найбільшу кількість сторінок у галузі на той час, 196 сторінок. Початкову редакційну команду складали Лео Марґуліс як видавець і Сем Мервін як редактор; це була комбінація, знайома шанувальникам наукової фантастики за роками спільної роботи в Вондер сторіз, яку Мервін редагував з 1945 по 1951 рік. Видавець, King-Size Publications, також випускав журнал The Saint Detective Magazine, який був популярним, тому Fantastic Universe з самого початку мав гарне поширення — ключовий фактор успіху журналу. До першого випуску увійшли оповідання Артура Кларка, Філіпа Діка та Рея Бредбері. За Дональдом Таком, автором ранньої науково-фантастичної енциклопедії, журнал зберіг досить високу якість через відхід Мервіна через рік і через наступний короткий період тимчасового редакторства Беатріс Джонс. Марґуліс зайняв посаду редактора з випуском за травень 1954 року.
У жовтні 1955 року Ганс Стефан Сантессон, американський письменник, редактор і рецензент, почав вести регулярну колонку рецензій на книги «Всесвіт у книгах». Через рік, у випуску за вересень 1956 року, на посаді редактора Сантессона змінив Марґуліс. Однією з миттєвих змін стало збільшення кількості статей про НЛО. Сантессон опублікував кілька статей Айвана Сандерсона, зокрема статті про аури та Снігову людину. Однак він також публікував полемічні статті, спрямовані проти НЛО-манії, включно з різко сформульованими матеріалами Лестера дель Рея та Сиріла Корнблута. Дель Рей, принаймні, вважав, що Сантессон не вірить в НЛО: «Наскільки я міг визначити, Сантессен [sic] скептично ставився до таких речей, але вважав, що всі сторони заслуговують на слухання, а також, що суперечки корисні для тиража».
На думку Дональда Така, під час перебування на чолі видання Сантессона загалом впала якість художньої літератури, в цей час було багато інших журналів, які змагалися за історії найкращих письменників. Сам Сантессон, незважаючи на незначну кількість суперечок щодо його активного використання НЛО та пов'язаних матеріалів, був добрим і корисним до письменників, і в результаті його дуже любили.
Наприкінці 1959 року журнал був проданий Great American Publications, і він був значно перероблений. Розмір було збільшено до розміру глянцевого журналу, хоча журнал усе ще був переплетений, а не скріплений скобами. У рамках King-Size Publications у журналі не було художнього оформлення, окрім невеликих ілюстрацій-заповнювачів; тепер до оповідань додавали інтер'єрні ілюстрації, а деякі статті супроводжували фотографії та схеми. Розпочалася фанатська колонка Беллі К. Дітц, а Сем Московіц написав дві детальні історичні статті про прото-наукову фантастику. Однак березневий номер 1960 року був останнім. Фредрік Браун в тому номері почав серіалізацію «Розум»; пізніше того ж року її було видано у формі книги.
Цифри тиражів Фантастік Юніверсе невідомі, оскільки на той час цифри тиражів не вимагалося публікувати щорічно, як це було пізніше. Після того, як журнал було закрито, видавець планував опублікувати закуплені для журналу матеріали як одноразовий випуск під назвою «Літня фантастика»; однак видання так і не з'явилося. Пізніше Сантессон редагував антологію, взяту з журналу, під назвою Зе фантастік юніверсе омнібус.

## Зміст
За свою семирічну історію Фантастік Юніверсе опублікував кілька важливих історій. До них входили твори з «Оповідань про Конана», збірки з чотирьох оповідань Роберта Говарда, переписаних як оповідання про Конана-варвара Лайон Спраг де Кампом. Три оповідання були опубліковані у Фантастік Юніверсе, дві до книги та одна після:
- «Яструби над Шемом» (жовтень 1955)
- «Дорога орлів» (як «Конан, людина долі», грудень 1955)
- «Закривавлений Бог» (квітень 1956)

Серед інших відомих і широко передрукованих оповідань:
- «Короткий у грудях», Маргарет Сент-Клер (автор: Ідріс Сібрайт, липень 1954).
- «Хто?», Альгіс Будріс (квітень 1955). Лягло в основу роману Будріса Хто?
- «Звіт меншості», Філіп Дік (січень 1956 р.). Основа для фільму Особлива думка.
- «Перший закон», Айзек Азімов (жовтень 1956 р.). Одна з історій про робота Азімова.
- «Лікувальний телепат», Джон Бруннер (грудень 1959). Лягла в основу роману Бруннера «Повноцінналюдина»
- «Велика мураха», Говард Фаст (лютий 1960).

Серед інших авторів, які публікувалися в журналі, були Гарлан Еллісон, Теодор Стерджен, Роберт Сільверберг, Кліффорд Сімак, Роберт Янґ і Роберт Блох.
Однією з незвичайних рис журналу була звичка включати дуже короткі (менше сторінки) віньєтки художньої літератури, зазвичай, але не завжди, пов'язані з обкладинкою, без посилання. Швидше за все, у багатьох випадках це була робота редактора, хоча Френк Белнап Лон написав кілька з них для внутрішньої обкладинки журналу. Колонки для листів ніколи не було, хоча в останньому номері була примітка, що вона планується для майбутніх номерів. Колонка з рецензіями на книги, завжди під назвою «Всесвіт у книгах», з'являлася досить регулярно, але її могли викинути, якщо для неї не було місця. Спочатку він був підписаний «Редактор» і, ймовірно, був написаний Семом Мервіном; Роберт Фрейзер взяв колонку, коли наприкінці 1953 року Мервін пішов. Сантессон очолив компанію в жовтні 1955 року і написав кожну колонку, що з'явилася з того моменту. Після перших кількох випусків, які містили редакційні есе як від редактора, так і від видавця, редакційні статті зникли, хоча Сантессон іноді заповнював порожнє місце кількома редакторськими коментарями.
Дві статті Московіца в останні кілька місяців журналу, «Дві тисячі років космічних подорожей» і «До Марса і Венери в веселі дев'яності», були надзвичайно ранніми та добре дослідженими статтями про протонаукову фантастику. Кілька інших науково-популярних статей з'явилися пізніше, але, за винятком матеріалів, пов'язаних з НЛО, і випадкових абзаців, які повідомляють про наукові новини, Фантастік Юніверсе зазвичай не публікував статей, пов'язаних з наукою.

## Бібліографічні відомості
Журнал починався як товстий 196-сторінковий дайджест за ціною 50 центів, але цей експеримент не продовжився. Четвертий випуск, січень 1954 року, знизив ціну до 35 центів, і він залишився на цій ціні до кінця свого життя. Кількість сторінок також зменшилася до 164 сторінок у четвертому номері, потім до 132 сторінок у восьмому випуску, вересень 1954 року. Кількість сторінок залишилася на рівні 132 протягом решти періоду дайджесту та протягом перших п'яти номерів «глянцевого» періоду під новим видавцем. Останній випуск скоротив кількість сторінок до 100 сторінок.
Спочатку журнал виходив раз на два місяці. Перші три номери мали назву з двома місяцями: «Червень — липень 1953 року» тощо. Наприкінці 1953 року назва місяців була змінена на непарну; а потім після січня, березня, травня та липня журнал виходив щомісяця, починаючи з вересневого номера 1954 року. Це тривало без перерви до листопадового номера 1958 року. Наступний розклад кожні два місяці, починаючи з січня 1959 року, був наступним; останній номер King-Size Publications вийшов у вересні 1959 року, а за ним вийшов випуск у жовтні 1959 року від Great American. Решта п'ять номерів виходили за регулярним місячним графіком; останній номер вийшов у березні 1960 року. Схема нумерації томів була досить регулярною; перші п'ять томів мали по шість номерів. Том 6 мав лише п'ять номерів, щоб новий том 7 починався з нового, 1957 року. Це тривало до тих пір, поки 10-й том не був скорочений на п'ять номерів, коли журнал повернувся до двомісячного розкладу наприкінці 1958 року. Том 11 мав шість номерів; Том 12 мав п'ять.
Редакторами були:
- Червень–липень 1953 р. — жовтень–листопад 1953 р.: Сем Мервін молодший (3 випуски)
- Січень 1954 — березень 1954: Беатріс Джонс (2 випуски)
- Травень 1954 — серпень 1956: Лео Марґуліс (26 випусків)
- Вересень 1956 — березень 1960: Ганс Стефан Сантессон (38 номерів)

Спочатку обкладинку створював переважно Алекс Шомбурґ. Інші виконавці, зокрема Ед Емшвіллер, Келлі Фріс і Мел Гантер, зробили кавер-версії; а ближче до кінця була довга послідовність каверів Віргіла Фінлея. Фінлей також зробив значний внесок у інтер'єрне мистецтво в останні шість випусків; загалом Great American не згадував художників, але разом із Фінлі були представлені Емшвіллер і Джон Джунта.